# The Changeling (1980)
The Changeling is een Canadese horrorfilm uit 1980 onder regie van Peter Medak. De productie won elf filmprijzen, waaronder Genie Awards voor beste film, beste script gebaseerd op een ander medium, beste cinematografie, beste art direction/production design, beste geluid, beste geluidsmontage, beste niet-Canadese actrice (Trish Van Devere) en beste niet-Canadese acteur (George C. Scott). De Franse titel is L'enfant du diable.

## Verhaal
Musicus John Russell verliest zijn vrouw en dochter in een tragisch ongeluk. Om zijn verdriet te verwerken trekt hij zich terug in een oud huis, dat al jaren leegstaat. Hier waart de geest van een kind rond. John gaat op onderzoek uit naar de herkomst van de geest.

## Rolbezetting
Hoofdpersonages:
| Acteur             | Personage                  |
| ------------------ | -------------------------- |
| George C. Scott    | John Russell               |
| Trish Van Devere   | Claire Norman              |
| Melvyn Douglas     | Senator Joseph Carmichael  |
| Jean Marsh         | Joanna Russell             |
| John Colicos       | De Witt                    |
| Madeleine Sherwood | Mrs. Norman                |
| Helen Burns        | Leah Harmon                |
| Frances Hyland     | Elizabeth Grey             |
| Ruth Springford    | Minnie Huxley              |
| Eric Christmas     | Albert Harmon              |
| Roberta Maxwell    | Eva Lingstrom              |
| Bernard Behrens    | Professor Robert Lingstrom |
| Barry Morse        | De parapsycholoog          |